# Rawtenstall
Rawtenstall è una cittadina di 22.000 abitanti del Lancashire, in Inghilterra.